# Boulon
Boulon – miejscowość i gmina we Francji, w regionie Normandia, w departamencie Calvados.
Według danych na rok 1990 gminę zamieszkiwały 592 osoby, a gęstość zaludnienia wynosiła 40 osób/km² (wśród 1815 gmin Dolnej Normandii Boulon plasuje się na 382. miejscu pod względem liczby ludności, natomiast pod względem powierzchni na miejscu 247.).